# Лучоса
Лучо́са (до 1984 г. името е изписвано – Лучеса) е река в Беларус, ляв приток на река Западна Двина.
Реката преминава през Витебски и Лиозненски район на Витебска област и се влива в Западна Двина, в района на град Витебск.